# نزدیک‌تر شو (آلبوم کیث اربن)
«نزدیک‌تر شو» (به انگلیسی: Get Closer) آلبومی از کیث اربن است که در  ۱۶ نوامبر ۲۰۱۰ منتشر شد.